# Бигелоу, Кэтрин
Кэ́трин Энн Би́гелоу (англ. Kathryn Ann Bigelow; род. 27 ноября 1951, Сан Карлос, Калифорния, США) — американский кинорежиссёр и кинопродюсер, работающая в жанре научной фантастики, боевиков и фильмов ужасов. Двукратная номинантка на премию «Золотой глобус». Лауреат премий BAFTA и «Оскар» за фильм «Повелитель бури» (2009). Первая женщина, получившая «Оскар» в номинации «Лучшая режиссура».

## Биография
Родилась в Сан-Карлосе, Калифорния, США. Была единственным ребёнком в семье. Отец Рональд был менеджером фабрики красок, а мать — библиотекарем. Попала в мир кино, начав карьеру художника. Также стала стипендиатом, занимающимся исследовательской работой в Музее Уитни в Нью-Йорке. Стала выпускником по программе «Кино» в Колумбийском университете, где она занималась теорией кино и критикой. Обучалась у Вито Аккончи и Сьюзен Зонтаг. Работала с известным концептуалистом Лоуренсом Вайнером и коллективом «Искусство и язык» (Art & Language). Кроме того, сама преподавала в Калифорнийском институте искусств.

## Режиссёрская карьера
| «                         | Я провела немало времени, думая о том, как я могу применить свои способности. И я действительно думаю, что нашла возможность это сделать — я хочу открывать и продвигать окружающих нас. | » |
| — Kathryn Bigelow in 2009 | |   |

Первый короткометражный фильм Кэтрин Бигелоу назывался «Настройка» (The Set-Up, 1978) и представлял собой 20-минутную деконструкцию насилия в фильме.

## Другая деятельность
Была моделью для рекламы компании Gap, а также сыграла роль редактора газеты в фильме Лиззи Борден «Рождённая в огне» (Born in Flames, 1983).

## Личная жизнь
Была замужем за кинорежиссёром Джеймсом Кэмероном с 1989 года по 1991 год.

## Фильмография
| Год       | Название                     | Оригинальное название         | Режиссёр       | Сценарист     | Продюсер | Примечания                            |
| --------- | ---------------------------- | ----------------------------- | -------------- | ------------- | -------- | ------------------------------------- |
| 1978      | Подстава                     | The Set-Up                    | Да             |               |          | короткометражный фильм                |
| 1981      | Без любви                    | The Loveless                  | Да             | Да            |          |                                       |
| 1985      | Уравнитель                   | The Equalizer                 |                | Да (1 эпизод) |          | телесериал                            |
| 1987      | Почти стемнело               | Near Dark                     | Да             | Да            |          |                                       |
| 1990      | Голубая сталь                | Blue Steel                    | Да             | Да            |          |                                       |
| 1991      | На гребне волны              | Point Break                   | Да             |               |          |                                       |
| 1993      | Дикие пальмы                 | Wild Palms                    | Да (1 эпизод)  |               |          | мини-сериал                           |
| 1995      | Странные дни                 | Strange Days                  | Да             |               |          |                                       |
| 1996      | Подводное течение            | Undertow                      |                | Да            |          | телефильм                             |
| 1998—1999 | Убойный отдел                | Homicide: Life on the Street  | Да (3 эпизода) |               |          | телесериал                            |
| 2000      | Вес воды                     | The Weight of Water           | Да             |               |          |                                       |
| 2002      | К-19                         | K-19: The Widowmaker          | Да             |               | Да       |                                       |
| 2004      | Карен Сиско                  | Karen Sisco                   | Да (1 эпизод)  |               |          | телесериал                            |
| 2007      | —                            | Mission Zero                  | Да             |               |          | короткометражный фильм                |
| 2008      | Повелитель бури              | The Hurt Locker               | Да             |               | Да       |                                       |
| 2011      | Чудесный год                 | The Miraculous Year           | Да             |               | Да       | телефильм                             |
| 2012      | Цель номер один              | Zero Dark Thirty              | Да             |               | Да       |                                       |
| 2014      | Последние дни                | Last Days                     | Да             |               | Да       | короткометражный мультфильм           |
| 2015      | Земля картелей               | Cartel Land                   |                |               | Да       | документальный фильм                  |
| 2016      | —                            | Mogadishu, Minnesota          |                |               | Да       | телефильм                             |
| 2017      | —                            | The Protectors                | Да             |               |          | документальный короткометражный фильм |
| 2017      | Детройт                      | Detroit                       | Да             |               | Да       |                                       |
| 2018      | Я не оружие                  | I Am Not A Weapon             | Да             |               | Да       | короткометражный фильм                |
| 2019      | Тройная граница              | Triple Frontier               |                |               | Да       |                                       |
|           | Будущий фильм Кэтрин Бигелоу | Untitled Kathryn Bigelow film | Да             |               |          |                                       |

## Награды и номинации
| Премия                              | Год  | Фильм             | Категория                       | Результат |
| ----------------------------------- | ---- | ----------------- | ------------------------------- | --------- |
| «Оскар»                             | 2010 | «Повелитель бури» | Лучший фильм                    | Победа    |
| «Оскар»                             | 2010 | «Повелитель бури» | Лучший режиссёр                 | Победа    |
| «Оскар»                             | 2013 | «Цель номер один» | Лучший фильм                    | Номинация |
| «Золотой глобус»                    | 2010 | «Повелитель бури» | Лучший режиссёр                 | Номинация |
| «Золотой глобус»                    | 2013 | «Цель номер один» | Лучший режиссёр                 | Номинация |
| BAFTA                               | 2010 | «Повелитель бури» | Лучший фильм                    | Победа    |
| BAFTA                               | 2010 | «Повелитель бури» | Лучший режиссёр                 | Победа    |
| BAFTA                               | 2013 | «Цель номер один» | Лучший фильм                    | Номинация |
| BAFTA                               | 2013 | «Цель номер один» | Лучший режиссёр                 | Номинация |
| «Выбор критиков»                    | 2010 | «Повелитель бури» | Лучший режиссёр                 | Победа    |
| «Выбор критиков»                    | 2013 | «Цель номер один» | Лучший режиссёр                 | Номинация |
| «Сатурн»                            | 1988 | «Почти стемнело»  | Лучший режиссёр                 | Номинация |
| «Сатурн»                            | 1996 | «Странные дни»    | Лучший режиссёр                 | Победа    |
| «Сатурн»                            | 2010 | «Повелитель бури» | Лучший режиссёр                 | Номинация |
| «Спутник»                           | 2009 | «Повелитель бури» | Лучший режиссёр                 | Победа    |
| «Спутник»                           | 2012 | «Цель номер один» | Лучший режиссёр                 | Номинация |
| Венецианский кинофестиваль          | 2008 | «Повелитель бури» | Золотой лев                     | Номинация |
| Венецианский кинофестиваль          | 2008 | «Повелитель бури» | SIGNIS Award                    | Победа    |
| Венецианский кинофестиваль          | 2008 | «Повелитель бури» | Sergio Trasatti Award           | Победа    |
| Венецианский кинофестиваль          | 2008 | «Повелитель бури» | Human Rights Film Network Award | Победа    |
| Венецианский кинофестиваль          | 2008 | «Повелитель бури» | Young Cinema Award              | Победа    |
| Национальный совет кинокритиков США | 2012 | «Цель номер один» | Лучший режиссёр                 | Победа    |
| Премия Гильдии режиссёров США       | 2010 | «Повелитель бури» | Лучший режиссёр                 | Победа    |
| Премия Гильдии режиссёров США       | 2013 | «Цель номер один» | Лучший режиссёр                 | Номинация |
| Премия Гильдии продюсеров США       | 2010 | «Повелитель бури» | Лучший фильм                    | Победа    |
| Премия Гильдии продюсеров США       | 2013 | «Цель номер один» | Лучший фильм                    | Номинация |